# Arne Åkerson
Carl Arne Wilhelm Åkerson, född 23 augusti 1940 i Gävle, är en svensk seglare. Han tävlade för Gefle Segel Sällskap.
Åkerson tog Sveriges första VM-guld i finnjolle 1962 vid Finn Gold Cup i Tønsberg i Norge. Han vann även EM-guld i finnjolle 1968 i Medemblik och 1969 i Warnemünde. I starbåt tog Åkerson tillsammans med amerikanen Ding Schoonmaker även VM-silver 1970 i Marstrand och EM-brons 1968 i Neapel. Han tog även SM-guld i starbåt 1960 i Gottskär tillsammans med Jacob Engwall.
Åkerson tävlade för Sverige vid olympiska sommarspelen 1968 i Mexico City, där han slutade på 7:e plats i finnjolle. Åkerson avslutade karriären i Sandvikens segelsällskap och tog SM-guld 1970 på Storsjön. Han var sedan med i OS som ledare 1972, 1984 och 1988, varav de två senare som förbundskapten.